# Jalor (Distrikt)
Jalor (auch Jalore oder Jalaur; Hindi: जालोर) ist ein Distrikt im westindischen Bundesstaat Rajasthan.
Die Fläche beträgt 10.640 km². Verwaltungssitz ist die gleichnamige Stadt Jalor.

## Bevölkerung
Die Einwohnerzahl liegt bei 1.830.151 (2011), mit 937.918 Männern und 892.233 Frauen.